# Župa (terme slave)
Pour les articles homonymes, voir Župa.
La župa (en cyrillique жупа, en français « joupanat »[réf. nécessaire], en hongrois ispánföld) est un terme slave employé par les Slaves du Sud et les Slaves de l'Ouest, d'abord pour désigner une unité territoriale, souvent une petite subdivision administrative, et particulièrement un groupe de plusieurs villages. Le terme semble d'origine avare. La župa est dirigée par un župan, où l'on retrouve pan qui dans les langues slaves occidentales modernes signifie « monsieur ».

## Haut Moyen Âge
À l'origine, la župa désignait une famille au sens étendu du terme, où l'autorité était exercée par le père de famille (en latin : pater familias). Avec le temps, le terme a évolué pour désigner des clans plus étendus, dirigés par un chef héréditaire.
Entre le Ve et le VIe siècle, les Slaves effectuèrent leur migration vers l'Europe centrale et les Balkans, où ils fondèrent des sklavinies composées de župas (tribus, chacune d'entre elles ayant à sa tête un chef appelé župan soit « maître d'une portion de terre »).

## Bas Moyen Âge
Aux IXe siècle et Xe siècle, il y avait des župas en Grande Moravie. Quand le roi Étienne Ier de Hongrie organisa le Royaume de Hongrie au XIe siècle, les Magyars adoptèrent le terme slave de župan en le transformant en ispán pour désigner les chefs de leurs comtés.
Les Slovaques et les Croates utilisèrent les termes de župa ou županija pour désigner les subdivisions du Royaume de Hongrie et celles de Croatie. La traduction allemande de ce mot était le terme de Komitat, d'après le latin comitatus, le comitat. Après le Moyen Âge le terme qu'ils employèrent fut celui de Gespanschaft, un mot comportant la racine span, provenant du terme magyar ispán. 
Avant la conquête turque, les župas furent les unités territoriales de base des Slaves du Sud habitant les Balkans. Le De Administrando Imperio, ouvrage byzantin du Xe siècle, précise que le chorio (χωριό : « terroir rural ») est appelé par les Slaves γύπα (župa) et son chef ζουπανὀς (joupan).
Les župas furent également des unités administratives du Premier empire bulgare, en tant que subdivisions d'unités plus importantes appelées obchtinas (община : « communauté »).
Le titre de « grand joupan » (en serbe latin : Veliki župan et en serbe cyrillique : Велики жупан) est également un titre serbe médiéval, un peu l'équivalent d'un prince, porté par les chefs de la Rascie du XIe au XIIIe siècle.
Le titre de jupân fut également porté dans les principautés roumaines médiévales mais les territoires n'étaient pas appelés župas, mais ocoluri, plăși ou megieșuri (« arrondissements ») regroupés en Ținuturi, Județe ou Comitate.

## Temps modernes et époque contemporaine

### Croatie
En Croatie, le terme a été conservé pour désigner les divisions paroissiales locales et le terme de županija désigne encore aujourd'hui, en croate, les comitats, une division administrative régionale du territoire. Le župan est le chef de l'exécutif au niveau du comitat, il est élu par l'assemblée locale et a un rôle comparable au président de région en France, mais exerce aussi des compétences attribuées en France au préfet.

### Slovaquie
Les Slovaques ont également conservé le terme, qui était employé pour désigner les unités administratives de la Slovaquie à l'intérieur de la Tchécoslovaquie entre 1918 et 1928 ; le même terme fut de nouveau employé pendant la Seconde Guerre mondiale. Aujourd'hui, il est employé de façon semi-officielle pour nommer les régions autonomes qui constituent les régions administratives du pays. Le terme župan est employé habituellement pour désigner le chef élu de l'exécutif régional (officiellement président de la région autonome - predseda samosprávneho kraja).

### Slovénie
Quand la Slovénie a été partagée entre l'Italie, la Hongrie et l'Allemagne nazie le 17 avril 1941, dans la partie italienne appelée province de Ljubljana, la nouvelle administration fut dirigée par un Haut commissaire italien, mais il y eut également un président du Conseil des joupans. Župan est le nom donné aux maires des communes slovènes.